# 卓资山站
卓资山站，位于中华人民共和国内蒙古乌兰察布市卓资县，邮政编码012300，建于1923年，是唐包铁路集包段的一个车站。离北京站575公里，离包头站257公里。距上行车站姑家堡站5公里，距下行车站福生庄站14公里。该站隶属呼和浩特铁路局集宁车务段。办理客运业务（旅客乘降，行李、包裹托运）和货运业务（办理整车、零担货物发到），为三等车站，本站及相邻上下行区间均为电气化区段。车站距离110国道约1.5公里，距离呼包高速公路（京藏高速公路）约2公里。

## 车站设施
车站有一个候车室，二个月台和四条股道。